# Stalin vs. Martians
Stalin vs. Martians est un jeu vidéo parodique de stratégie en temps réel développé par Black Wing Foundation et édité par Mezmer Games, sorti en 2009 sur Windows. Comme son nom l'indique il met en scène Joseph Staline aux prises avec une invasion martienne.

## Système de jeu
Le jeu commence sur l'Hymne soviétique chanté avec en fond le drapeau de l'U.R.S.S. Le jeu est un RTS (jeu de stratégie en temps réel). Nous contrôlons ici l'armée Rouge de Staline devant faire face à une invasion martienne. A nous de battre les envahisseurs en déployant infanterie et chars d'assaut pour la gloire du Maréchalissime Staline et pour la survie de la Mère Patrie face aux envahisseurs venus d'ailleurs. Le boss final sera un Hitler ressuscité sous la forme d'un poulpe n'ayant plus du dictateur que le nom et la tête. Un Staline XXL devra alors le battre en personne à mains nues.

## Accueil
- GameSpot : 1,5/10 - « Peut-être l'un des pires RTS jamais créé » (Kevin VanOrd)[1]
- IGN : 2/10[2]
- Jeuxvideo.com : 4/20[3]
- Rock, Paper, Shotgun : « C'est simplement un peu nul. En fait, vraiment nul, mais presque jouable [...] » (Kieron Gillen)[4]